# Bangerten

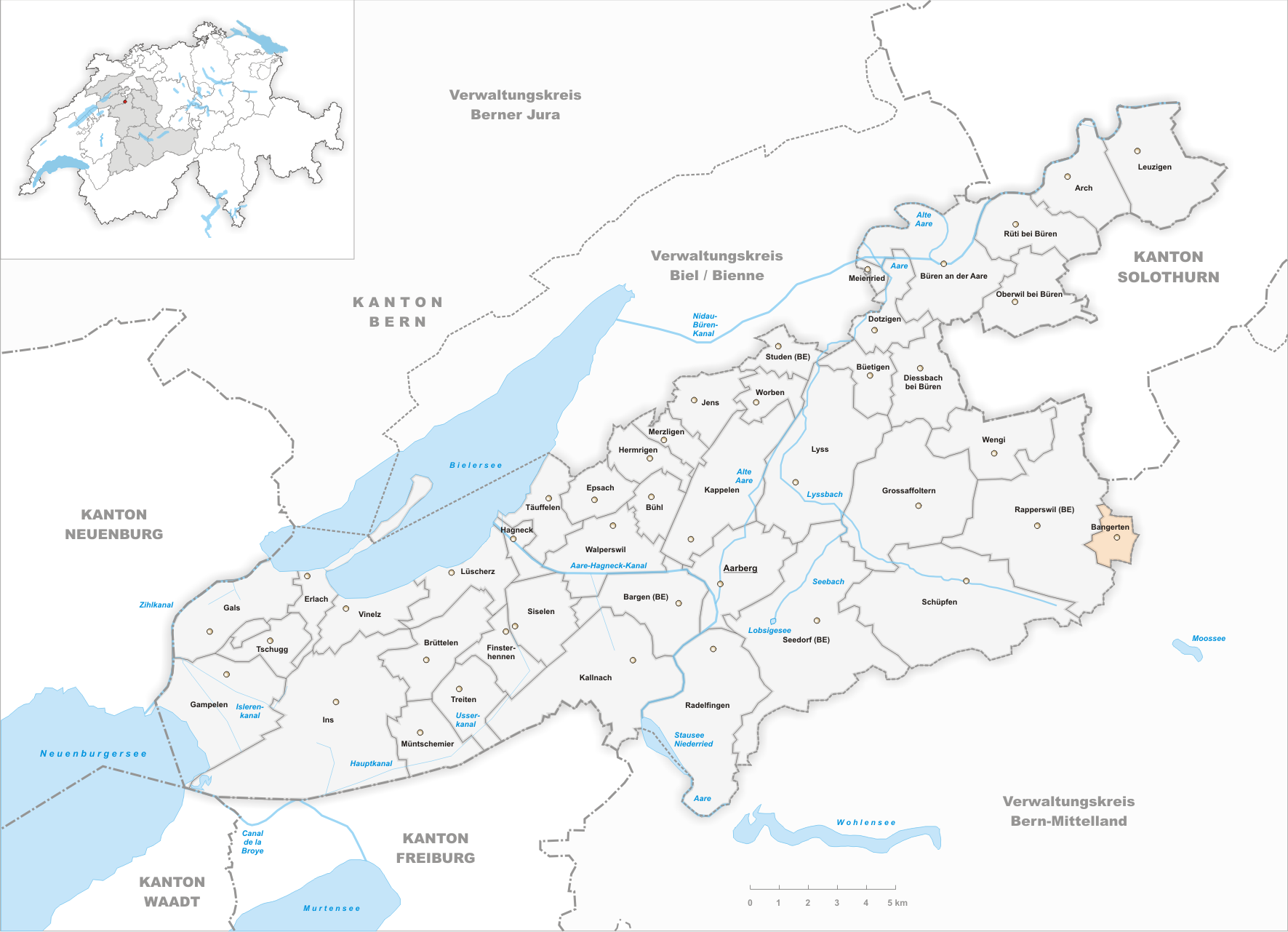
Gemeindestand vor der Fusion am 1. Januar 2016

Bangerten ist eine Ortschaft in der politischen Gemeinde Rapperswil (BE) im Schweizer Kanton Bern. Bis zum 31. Dezember 2015 war Bangerten eine eigene politische Gemeinde im Verwaltungskreis Seeland. Am 1. Januar 2016 fusionierte sie zur Gemeinde Rapperswil.

## Geographie
Bangerten liegt auf 586 m ü. M., 12 km nördlich der Kantonshauptstadt Bern (Luftlinie). Das kleine Bauerndorf erstreckt sich an aussichtsreicher Lage auf einer Kuppe am Nordostrand des Oberholzes, inmitten des Rapperswiler Plateaus, im Schweizer Mittelland.
Die Fläche des 2,2 km² grossen ehemaligen Gemeindegebiets umfasst einen Abschnitt des zentralen Berner Mittellandes. Das nur wenig reliefierte Gebiet senkt sich gegen Osten in die Mulde des Mooses mit dem Quellgebiet des Woolibachs, der nach Süden zum Moossee fliesst. Im Norden reicht der Gemeindebann in das Unterholz, in dem der Mülchibach entspringt, und bis an den Rand des Junkholzes. Der Mülchibach entwässert den nördlichen Gemeindeteil zum Limpach. Nach Südwesten erstreckt sich der ehemalige Gemeindeboden in das Oberholz und auf den Schnarz, auf dem mit 622 m ü. M. der höchste Punkt des Rapperswiler Plateaus erreicht wird. Von der ehemaligen Gemeindefläche entfielen 1997 5 % auf Siedlungen, 31 % auf Wald und Gehölze und 64 % auf Landwirtschaft.
Zu Bangerten gehören der Weiler Hohrain (580 m ü. M.) am Nordwestabhang des Oberholzes sowie zwei Einzelhöfe. Die ehemaligen Nachbargemeinden von Bangerten waren Jegenstorf, Iffwil, Zuzwil (BE) und Rapperswil (BE).

## Bevölkerung
Mit 161 Einwohnern (Stand 31. Dezember 2015) gehörte Bangerten zu den kleinsten Gemeinden des Kantons Bern. Von den Bewohnern sind 93,7 % deutschsprachig, 1,9 % französischsprachig, und 1,9 % sprechen Arabisch (Stand 2000). Die Bevölkerungszahl von Bangerten belief sich 1850 auf 180 Einwohner, 1900 auf 228 Einwohner. Im Verlauf des 20. Jahrhunderts nahm die Bevölkerungszahl durch starke Abwanderung bis 1970 um fast 40 % auf 141 Personen ab. Danach wurde eine längere Stagnationsphase und seit 1990 wieder eine leichte Bevölkerungszunahme verzeichnet.

## Politik
Die Stimmenanteile der Parteien anlässlich der Nationalratswahl 2015 betrugen: SVP 47,9 %, BDP 21,7 %, glp 8,5 %, SP 8,1 %, FDP 7,4 %, GPS 4,3 %, PdA 1,2 % EVP 0,2 %, CVP 0,2 %.

## Wirtschaft
Bangerten war bis in die zweite Hälfte des 20. Jahrhunderts ein vorwiegend durch die Landwirtschaft geprägtes Dorf. Noch heute haben der Ackerbau, der Obstbau sowie die Milchwirtschaft und die Forstwirtschaft einen wichtigen Stellenwert in der Erwerbsstruktur der Bevölkerung. Einige weitere Arbeitsplätze sind im lokalen Kleingewerbe und im Dienstleistungssektor vorhanden, unter anderem in einer Schreinerei. In den letzten Jahrzehnten hat sich das Dorf dank seiner attraktiven Lage zu einer Wohngemeinde entwickelt. Viele Erwerbstätige sind deshalb Wegpendler, die hauptsächlich in der Agglomeration Bern arbeiten.

## Verkehr
Die Gemeinde liegt abseits der grösseren Durchgangsachsen an einer Verbindungsstrasse von Jegenstorf nach Rapperswil (BE). Der nächste Anschluss an die Autobahn A6 (Bern–Biel) befindet sich rund 4 km vom Ortskern entfernt. Bangerten besitzt keine Anbindung an das Netz des öffentlichen Verkehrs.

## Geschichte
Die erste urkundliche Erwähnung des Ortes erfolgte 1263 unter dem Namen Bongarten. Später erschienen die Bezeichnungen Bongarthen (1306), Boumgarten (1528), Bangartten (1575), Banngarten (1577), Bangarten (1789) und Bangerten (1850). Der Ortsname geht auf das mittelhochdeutsche Wort boumgarte (mit Fruchtbäumen bestandenes Landstück) zurück.
Seit dem Mittelalter unterstand Bangerten den Grafen von Kyburg. Im 13. Jahrhundert gelangte die Grundherrschaft an die Johanniterkomturei in Münchenbuchsee. Seit 1406 oblag die Oberhoheit über das Gebiet bei Bern. Nachdem die Kommende 1528 säkularisiert worden war, wurde Bangerten der Landvogtei Münchenbuchsee im Landgericht Zollikofen zugeteilt. Nach dem Zusammenbruch des Ancien Régime (1798) gehörte das Dorf während der Helvetik zum Distrikt Zollikofen und ab 1803 zum Oberamt Fraubrunnen, das mit der neuen Kantonsverfassung von 1831 den Status eines Amtsbezirks erhielt. Im Jahr 1847 wurde im Dorf eine Käsereigenossenschaft gegründet.
Per 1. Januar 2016 fusionierten die Gemeinden Bangerten und Rapperswil zur Gemeinde Rapperswil (BE).

## Sehenswürdigkeiten
Bangerten hat ein bemerkenswertes Ortsbild mit zahlreichen charakteristischen Bauernhäusern (Fachwerkbauten) aus dem 18. und 19. Jahrhundert bewahrt. Das Dorf besitzt keine eigene Kirche, es gehört zur Pfarrei Rapperswil.

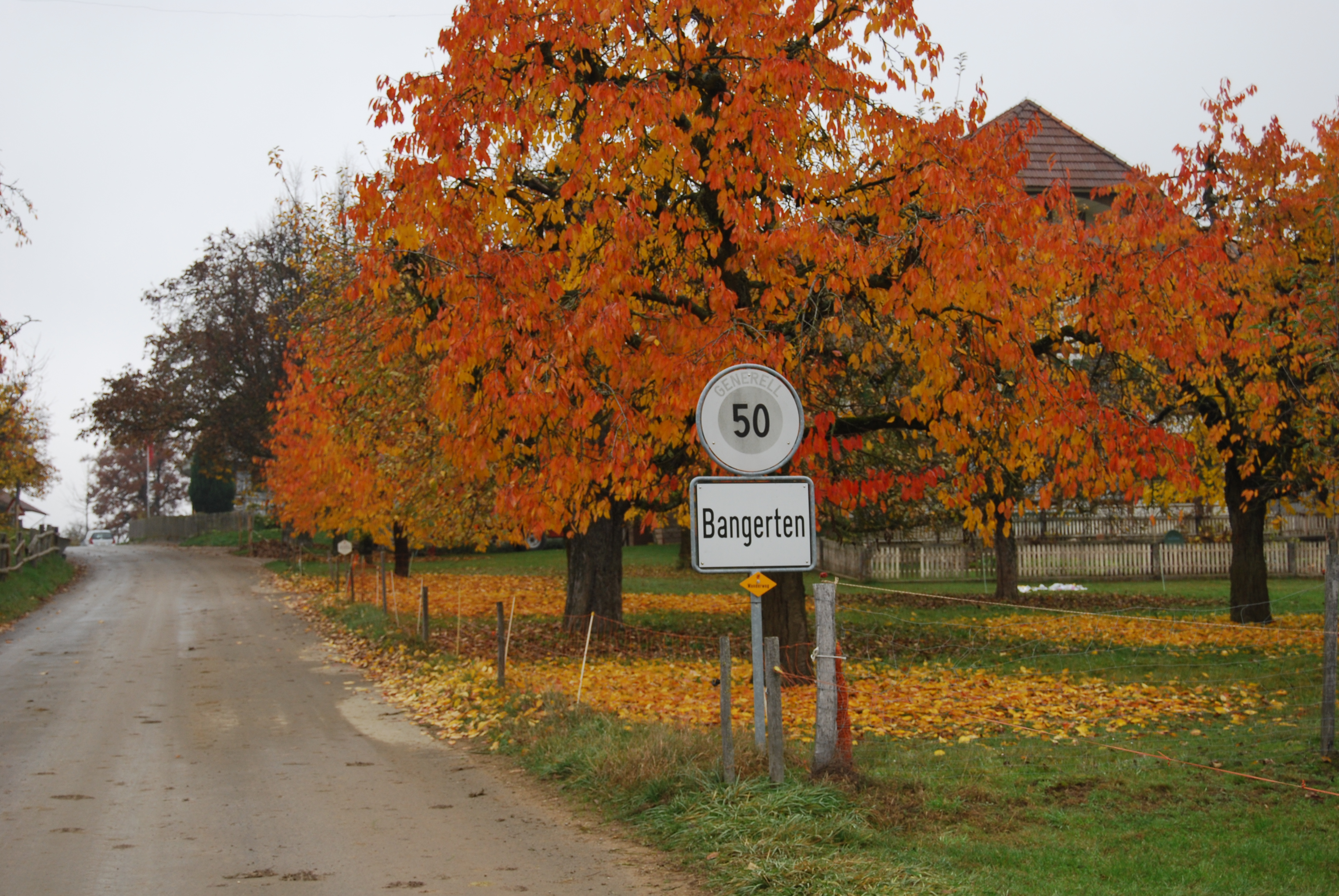
Ortseingang von Bangerten
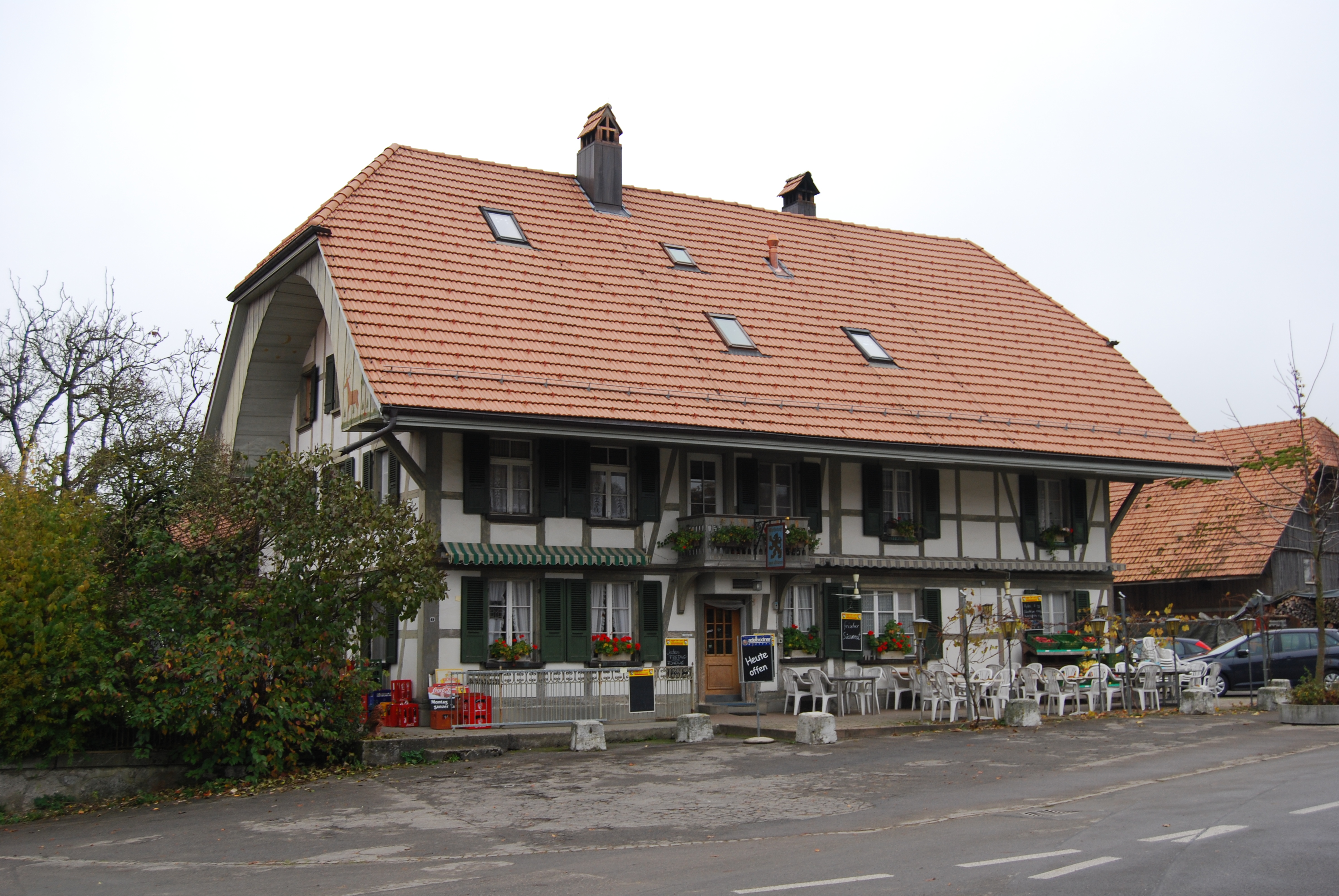
Das historische Bauwerk des Gasthauses «Löwen»
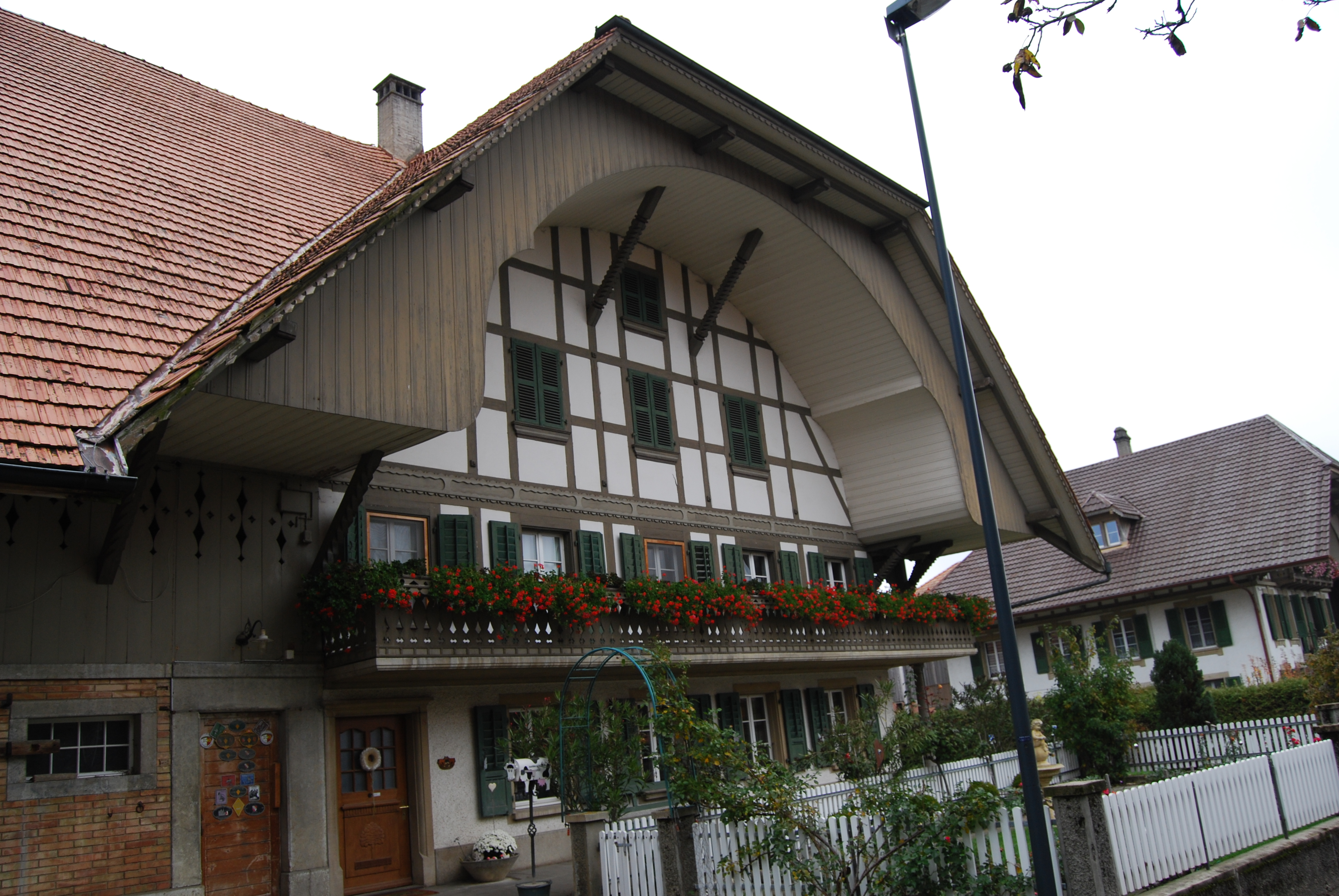
Fachwerkhaus im Zentrum von Bangerten
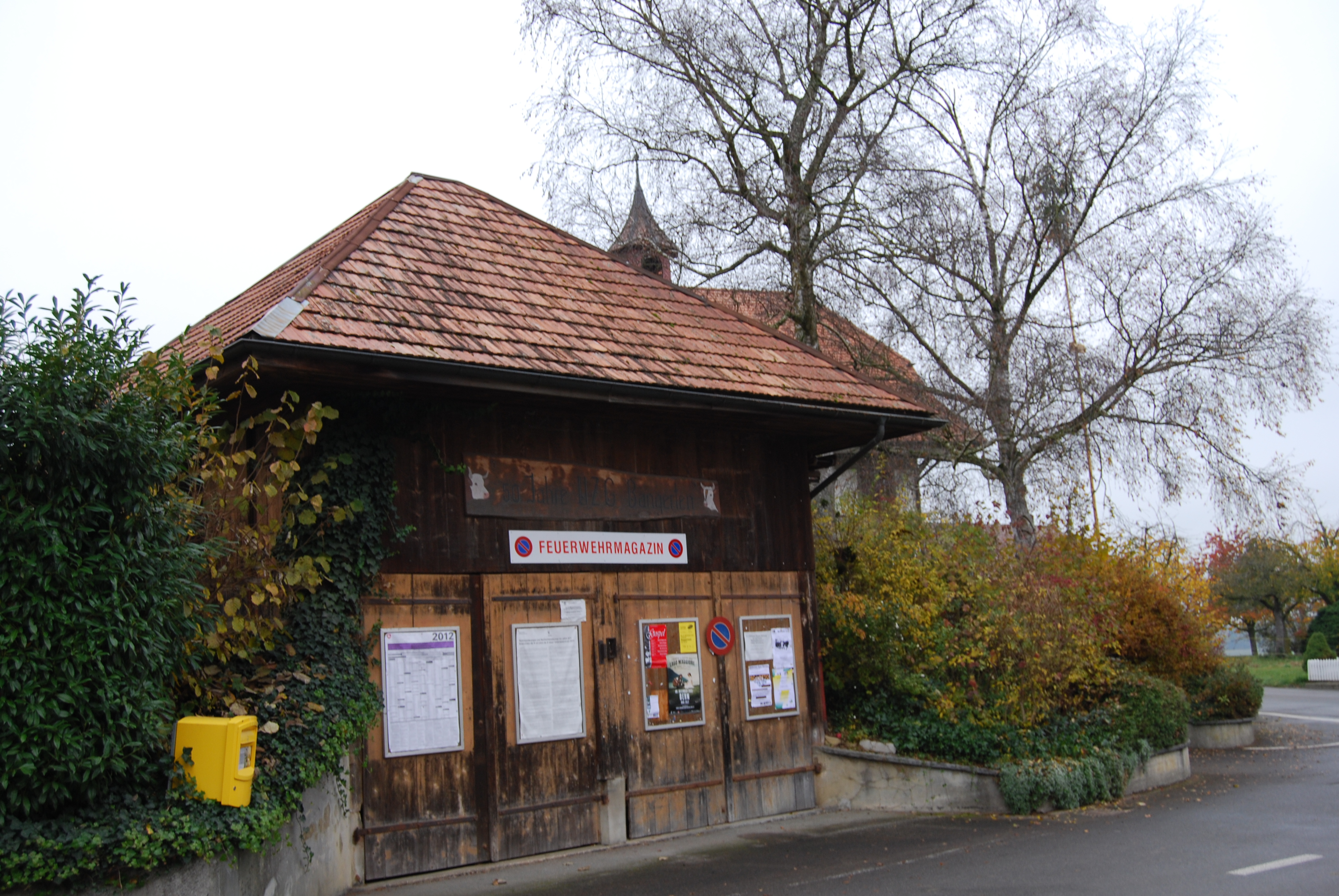
Feuerwehrhaus